# 宁化革命烈士纪念碑
宁化革命烈士纪念碑，位于中国福建省宁化县翠江镇北山，为一个省级文物保护单位，类型为革命遗址及革命纪念建筑物，为第三批福建省文物保护单位，公布时间为1991年4月17日。
宁化革命烈士纪念碑的历史年代为1977年。